# Campeonato Africano de Judo de 2023
El XXXII Campeonato Africano de Judo se celebró en Casablanca (Marruecos) entre el 7 y el 9 de septiembre de 2023 bajo la organización de la Unión Africana de Judo.
En total se disputaron catorce pruebas diferentes, siete masculinas y siete femeninas.

## Resultados

### Masculino
| Evento  | Oro                          | Plata                         | Bronce                                                      |
| ------- | ---------------------------- | ----------------------------- | ----------------------------------------------------------- |
| –60 kg  | Yusri Sami · Egipto          | Adel Hamada · Egipto          | Simon Zulu Zambia Moussa Diop Senegal                       |
| –66 kg  | Mohamed Abdelmawgud · Egipto | Abderahman Bushita Marruecos  | Aziz Harbi · Túnez · Ahmed Abdulrahman · Egipto             |
| –73 kg  | Mesaud Dris Argelia          | Hasan Dukali Marruecos        | Faye Njie Gambia Alaedin Ben Chalbi Túnez                   |
| –81 kg  | Achraf Muti Marruecos        | Abderahman Abdelgani · Egipto | Abdelrahman Mohamed · Egipto · Ahmed El-Meziati · Marruecos |
| –90 kg  | Omar Elramli · Egipto        | Abderahmane Diao Senegal      | Remi Feuillet Mauricio Ryan Dacosta Senegal                 |
| –100 kg | Mustafa Buamar Argelia       | Libasse Ndiaye Senegal        | Kusay Ben Gares · Túnez · Ahmed Fayad · Egipto              |
| +100 kg | Mbagnick Ndiaye Senegal      | Bubacar Mané Guinea-Bisáu     | Mohamed El-Mehdi Lili Argelia Mohamed Lahbub Marruecos      |

### Femenino
| Evento | Oro                               | Plata                                    | Bronce                                                            |
| ------ | --------------------------------- | ---------------------------------------- | ----------------------------------------------------------------- |
| –48 kg | Umaima Bediui Túnez               | Aziza Chakir Marruecos                   | Geronay Whitebooi Sudáfrica Amira Ben Ayed Túnez                  |
| –52 kg | Sumiya Iraui Marruecos            | Faiza Aisahin Argelia                    | Charne Griesel Sudáfrica Rahma Tibi Túnez                         |
| –57 kg | Mariana Esteves Guinea            | Zouleiha Abzetta Dabonne Costa de Marfil | Andreza Antonio Angola Jasmine Martin Sudáfrica                   |
| –63 kg | Amina Belkadi Argelia             | Diassonema Mucungui Angola               | Dunia Slimani Marruecos Nadia Guimendego República Centroafricana |
| –70 kg | Aina Rasoanaivo Razafy Madagascar | Maria Niangi Angola                      | Nihel Buchucha Túnez Ulaya Jairi Marruecos                        |
| –78 kg | Marie Branser Guinea              | Georgika Wesly Djengue Camerún           | Ange Ciella Niragira Burundi Arij Akab Túnez                      |
| +78 kg | Sara Mzugui Túnez                 | Richelle Soppi Mbella Camerún            | Tracy Durhone Mauricio Monica Sagna Senegal                       |

## Medallero
| Núm. | País                     | Oro | Plata | Bronce | Total |
| ---- | ------------------------ | --- | ----- | ------ | ----- |
| 1    | Egipto                   | 3   | 2     | 3      | 8     |
| 2    | Argelia                  | 3   | 1     | 1      | 5     |
| 3    | Marruecos                | 2   | 3     | 4      | 9     |
| 4    | Túnez                    | 2   | 0     | 7      | 9     |
| 5    | Guinea                   | 2   | 0     | 0      | 2     |
| 6    | Senegal                  | 1   | 2     | 3      | 6     |
| 7    | Madagascar               | 1   | 0     | 0      | 1     |
| 8    | Angola                   | 0   | 2     | 1      | 3     |
| 9    | Camerún                  | 0   | 2     | 0      | 2     |
| 10   | Costa de Marfil          | 0   | 1     | 0      | 1     |
| 10   | Guinea-Bisáu             | 0   | 1     | 0      | 1     |
| 12   | Sudáfrica                | 0   | 0     | 3      | 3     |
| 13   | Mauricio                 | 0   | 0     | 2      | 2     |
| 14   | Burundi                  | 0   | 0     | 1      | 1     |
| 14   | Gambia                   | 0   | 0     | 1      | 1     |
| 14   | República Centroafricana | 0   | 0     | 1      | 1     |
| 14   | Zambia                   | 0   | 0     | 1      | 1     |
|      | TOTAL                    | 14  | 14    | 28     | 56    |